# 石川県道183号中町美川停車場線
石川県道183号中町美川停車場線（いしかわけんどう183ごう なかまちみかわていしゃじょうせん）は、石川県白山市内を通る一般県道（石川県道）である。

## 路線概要
- 起点：石川県白山市美川中町ヲ47番地先（=美川大橋詰交差点・石川県道25号金沢美川小松線交点、石川県道103号鶴来水島美川線終点、石川県道294号金沢小松自転車道線交点）
- 終点：石川県白山市美川中町ソ47番1地先（=JR美川駅前）

ほとんどが石川県道104号松任美川線と重複している。美川大橋詰交差点から東へ進む。美川駅前交差点で南に折れ、終点の駅前に至る。

## 歴史
- 1960年（昭和35年）10月15日：路線認定。

## 接続道路
- 石川県道25号金沢美川小松線、石川県道103号鶴来水島美川線、石川県道294号金沢小松自転車道線（白山市美川南町・美川大橋交差点：起点）
- 石川県道104号松任美川線（白山市美川中町・美川駅前交差点）

## 重複区間
- 石川県道104号松任美川線（白山市美川中町地内）

## 周辺
- 手取川
- 美川漁港
- 石川ルーツ交流館
- IRいしかわ鉄道線 美川駅